# Galactic Radiation and Background

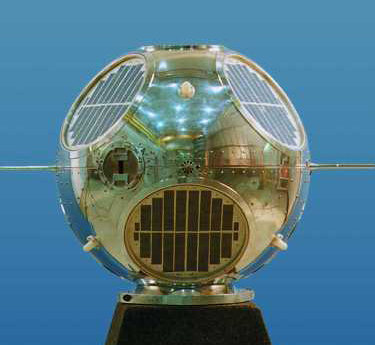
Modell des ersten GRAB-Satelliten

Galactic Radiation and Background (GRAB) bezeichnet die erste Serie von US-Spionagesatelliten zur elektronischen Aufklärung. Sie wurden Anfang der 1960er Jahre gestartet und sollten die Radarsysteme der Sowjetunion aufklären, wobei sie zur Tarnung auch eine wissenschaftliche Nutzlast trugen, weswegen die Satelliten offiziell die Bezeichnung Galactic Energy Balance-Experiment (Greb-E) und später SolRad (für Solar Radiation) erhielten.

## Beschreibung
Die 19 kg schweren GRAB-Satelliten, welche von 1958 bis 1960 vom Naval Research Laboratory (u. a. vom Ingenieur Reid D. Mayo) unter dem Codenamen Tattletale entwickelt wurden, sind allgemein als Kugel mit einem Durchmesser von 51 cm ausgeführt. Die Energieversorgung wird durch mehrere Solarzellen sichergestellt, wobei diese so platziert wurden, dass in jeder Raumlage etwa gleich viel Strom erzeugt wird. Dies ist nötig, weil der Satellit spinstabilisiert ist und sich nicht dauerhaft mit einer Seite zur Sonne ausrichten kann. Die genauen Spezifikationen der ELINT-Nutzlast sind unbekannt, allerdings muss sie aufgrund der vorhandenen sowjetischen Radare mindestens in einem Frequenzbereich um 3 GHz gearbeitet haben. Aufgefangene Signale wurden ohne Zwischenspeicherung direkt an eine Bodenstation weitergeleitet, um sie dort auf Magnetbänder zu speichern. Anschließend wurde diese per Flugzeug zum Naval Research Laboratory gebracht, wo sie dann zum ersten Mal ausgewertet wurden. Zur weiteren Analyse wurden die Bänder dann zur National Security Agency oder zum Strategic Air Command gebracht, wo sie zur Verbesserung der Aufklärung und zum Erstellen von militärischen Plänen genutzt wurden.
Die primär zur Tarnung mitgeführten Messgeräte zur Untersuchung von Röntgenstrahlung und zur Erfassung der Lyman-Serie waren voll einsatzfähig und dienten der Sonnenforschung. Der Downlink dieser Instrumente lag je nach Satellit bei 108 oder 136 MHz.
Die GRAB-Satelliten wurden zusammen einem weiteren Satelliten zu meist auf einer Trägerrakete Thor Able-Star gestartet. Der Zielorbit besaß eine Bahnneigung von 66,7°, ein Perigäum von 614 km und ein Apogäum von 1061 km. Nach Ende des Programs wurden Satelliten der Poppy-Serie zur ELINT-Aufklärung verwendet.

## Liste der Satelliten

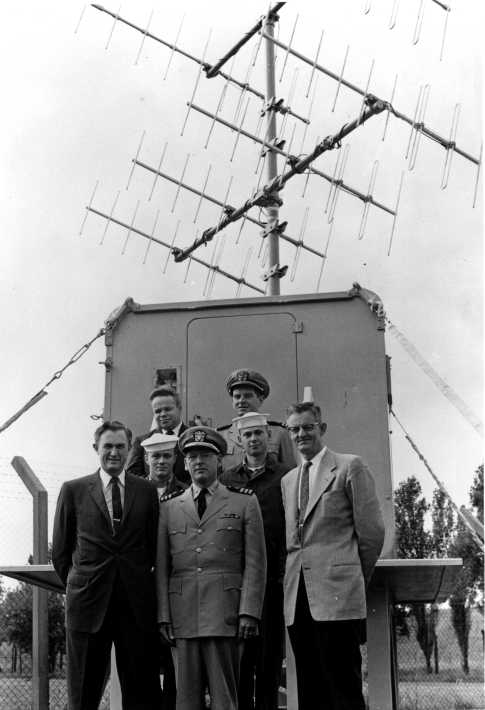
Eine GRAB-Empfangsstation

| Name                | Start             | Bezeichnung | Trägerrakete   | Startplatz   | Status                                                          |
| ------------------- | ----------------- | ----------- | -------------- | ------------ | --------------------------------------------------------------- |
| GRAB 1 / SOLRAD-1   | 22. Juni 1960     | 1960-007B   | Thor Able-Star | CCAFS LC-17B | Im Orbit, war drei Monate einsatzbereit                         |
| GRAB 2 / SOLRAD-2   | 30. November 1960 | –           | Thor Able-Star | CCAFS LC-17B | Fehlstart                                                       |
| GRAB 3 / SOLRAD-3   | 29. Juni 1961     | 1961-015B   | Thor Able-Star | CCAFS LC-17B | Im Orbit, sendete ab 15. Juli 1961 und war 14 Monate im Einsatz |
| GRAB 4A / SOLRAD-4A | 24. Januar 1962   | –           | Thor Able-Star | CCAFS LC-17B | Fehlstart                                                       |
| GRAB 4B / SOLRAD-4B | 26. April 1962    | –           | Scout X-2      | VAFB SLC-5   | Fehlstart                                                       |